# 1681 w literaturze
Wydarzenia literackie w 1681 roku.

## Nowe książki
- polskie
- zagraniczne
  - John Dryden, Absalom and Achitophel